# Wolpyeong (métro de Daejeon)
Wolpyeong (hangeul : 월평 ; hanja : 月坪) est une station de passage de la ligne 1 du métro de Daejeon. Elle est située au 595, Hanbat-daero, quartier Wolpyeong-dong dans l'arrondissement Seo-gu de la ville de Daejeon en Corée du Sud.
Ouverte en 2007, la station est desservie par les rames qui circulent sur la ligne 1 (service omnibus).

## Situation sur le réseau

Plan du réseau (2017)

La station établie en souterrain, Wolpyeong est une station de passage de la Ligne 1 du métro de Daejeon : elle est située entre la station Gapcheon, en direction du terminus nord-ouest Banseok, et la station Government Complex, Daejeon, en direction du terminus sud-est Panam,.

## Histoire
La station Wolpyeong est mise en service le 17 avril 2007, lors de l'ouverture à l'exploitation de la deuxième section de la ligne 1 du métro de Daejeon entre Government Complex, Daejeon et Banseok, le nouveau terminus nord-ouest de la ligne,.

## Services aux voyageurs

### Accès et accueil
La station est située au 595 Hanbat-daero, dans le quartier Wolpyeong-dong. Quatre bouches, numérotées de 1 à 4 font le lien entre la surface et les niveaux en sous-sol, deux niveaux, par l'intermédiaire d'escaliers, d'escaliers mécaniques (8) et d'ascenseurs (4). Comme toutes les stations elle dispose d'une billetterie avec des automates distincts selon le service. La station est accessible aux personnes à la mobilité réduite.

### Desserte
Wolpyeong est desservie par les rames qui circulent sur la ligne 1 (service omnibus). Les quais sont équipés de portes palières.

Installations
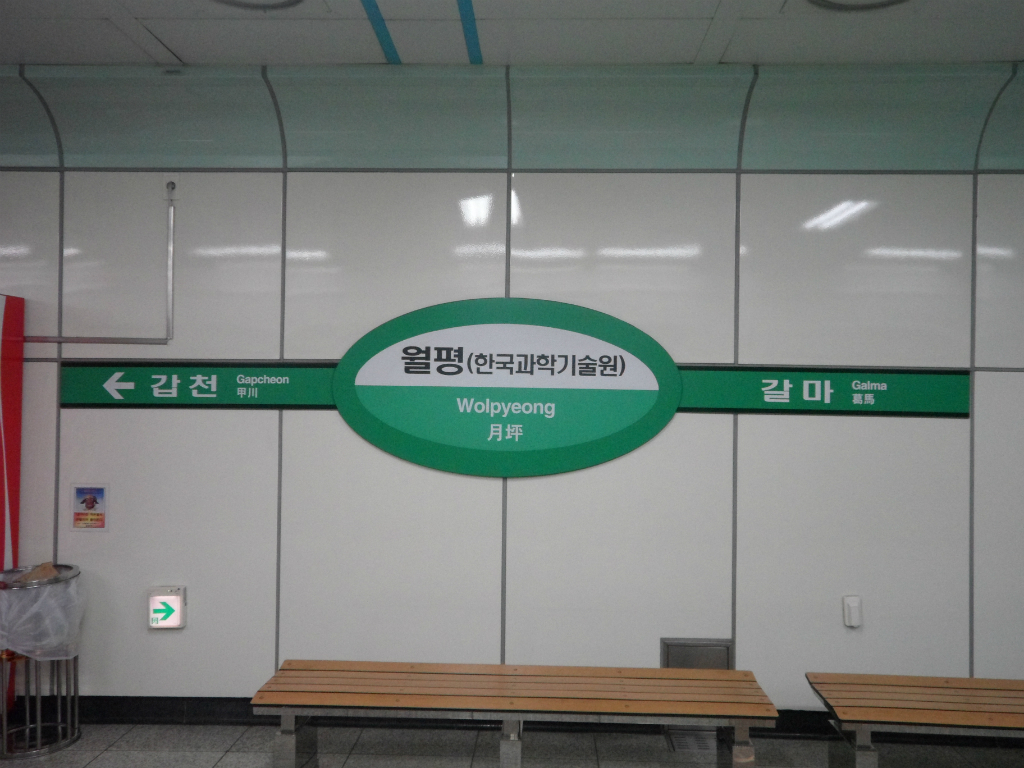
En 2012.
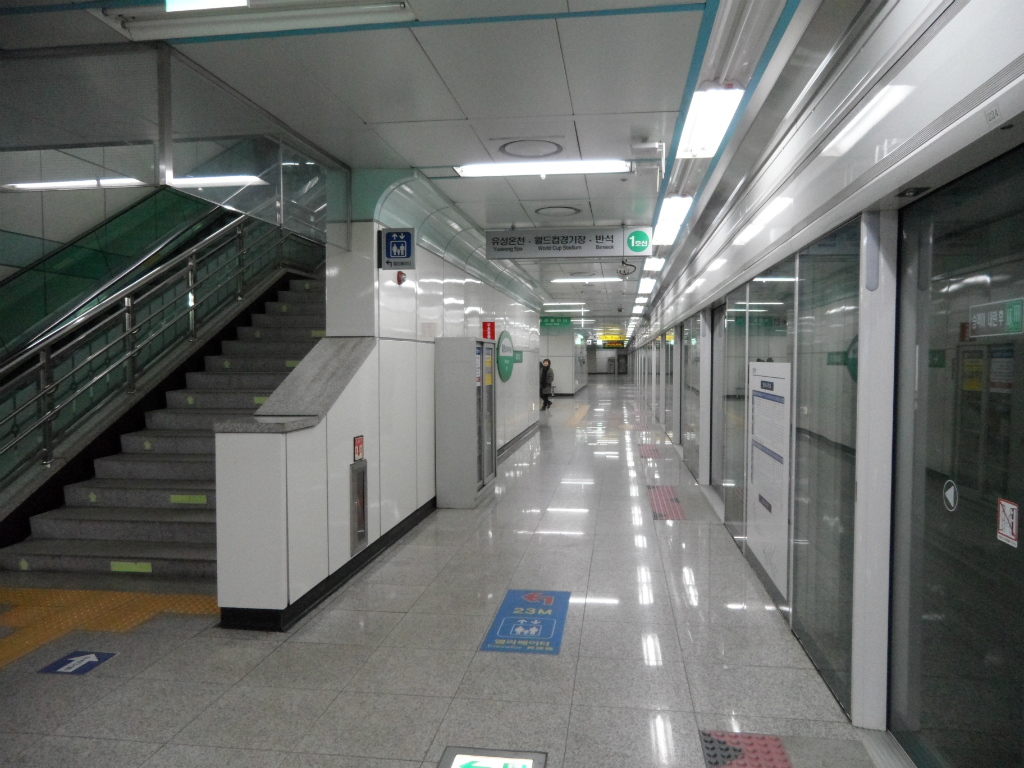
En 2013.

### Intermodalité
La station dispose d'un local à vélos. Des arrêts de bus sont situés à proximité.